# Heorhij Zantaraja
Heorhij Malchazovyč Zantaraja (in ucraino Георгій Малхазович Зантарая?, in georgiano გიორგი ზანთარაია?, Giorgi Zantaraia; Gali, 21 ottobre 1987) è un judoka ucraino, campione del Mondo a Rotterdam 2009 nei -60 kg.

## Biografia
È nato a Gali all'epoca nella Repubblica Socialista Sovietica Georgiana. I suoi genitori si trasferirono in Ucraina dalla Georgia nel 1992, all'epoca della guerra abcaso-georgiana, periodo della pulizia etnica dei georgiani.
Ha rappresentato l'Ucraina a tre edizioni dei Giochi olimpici estivi: Londra 2012, Rio de Janeiro 2016 e Tokyo 2020, senza riuscire a salire sul podio. Vanta un titolo mondiale, un argento e quattro bronzi.
Dopo il ritiro dall'attività agonistica, nel 2020 si è candidato alle elezioni amministrative per il partito del Servitore del Popolo di Volodymyr Zelens'kyj ed è stato eletto al consiglio comune di Kiev. 
A seguito dell'invasione russa dell'Ucraina è entrato nell'esercito per difendere la città.

## Palmarès
- Mondiali

Rotterdam 2009: oro nei -60kg.;
Tokyo 2010: argento nei -60kg;
Parigi 2011: bronzo nei -60kg;
Rio de Janeiro 2013: bronzo nei -66kg;
Chelyabinsk 2014: bronzo nei -66kg.
Baku 2018: bronzo nei -66 kg.
- Europei

Tblisi 2009: argento nei -60kg;
Istanbul 2011: oro nei -60kg e oro nella gara a squadre;
Budapest 2013: bronzo nella gara a squadre;
Baku 2015: bronzo nella gara a squadre;
Varsavia 2017: oro nei -66kg.
- Giochi europei

Baku 2015: bronzo nella gara a squadre.
Minsk 2019: oro nei -66 kg.
- Campionati europei under 23

Salisburgo 2007: bronzo nei -60kg;
Zagabria 2008: bronzo nei -60kg.
- Campionati europei juniores

Tallin 2006: oro nei -60kg;

### Vittorie nel circuito IJF
| Data             | Località   | Paese               | Categoria    |
| ---------------- | ---------- | ------------------- | ------------ |
| 20 novembre 2009 | Abu Dhabi  | Emirati Arabi Uniti | Grand Prix   |
| 20 febbraio 2010 | Düsseldorf | Germania            | Grand Prix   |
| 16 dicembre 2011 | Qingdao    | Cina                | Grand Prix   |
| 30 marzo 2013    | Samsun     | Turchia             | Grand Prix   |
| 1 maggio 2015    | Zagabria   | Croazia             | Grand Prix   |
| 23 maggio 2015   | Rabat      | Marocco             | World Master |